# Републикански път III-305
Републикански път IIІ-305 е третокласен път, част от републиканската пътна мрежа на България, преминаващ по територията на области Плевен и Ловеч. Дължината му е 61 км.
Пътят се отклонява наляво при 97,4 км на Републикански път I-3 западно от село Ясен и се насочва на югозапад. По цялото си протежение пътят се изкачва по долината на река Вит, като последователно преминава през селата Крушовица и Садовец в Плевенска област. След това навлиза в Ловешка област, минава през селата Ъглен, Дерманци и Торос и достига до 9,2 км на Републикански път I-4. На протежение от 400 м Републикански път IIІ-305 се дублира с Републикански път I-4, след което го напуска надясно, продължава нагоре, вече по десния бряг на река Вит, като заобикаля северозападните склонове на Васильовска планина и в северната част на село Гложене се съединява с Републикански път III-358 при неговия 67,8-и км.
| Пътища, отклоняващи се надясно (населено място, № на пътя, посока на пътя) | Км   | Пътища, отклоняващи се наляво (посока на пътя, № на пътя, населено място) |
| -------------------------------------------------------------------------- | ---- | ------------------------------------------------------------------------- |
| Община Плевен, Област Плевен, I-3, 97,4 км ←                               | 0,0  | ← 97,4 км, I-3, Област Плевен, Община Плевен                              |
| Община Долни Дъбник                                                        | 5,3  | Община Долни Дъбник                                                       |
| (за гр. Долни Дъбник) общински път ←                                       | 6,6  | → общински път (за с. Градина)                                            |
| (за с. Горни Дъбник) общински път, с. Крушовица ←                          | 11,9 | → с. Крушовица, общински път (за с. Петърница)                            |
| (за с. Телиш) общински път, с. Садовец ←                                   | 19,3 | → с. Садовец, общински път (за с. Бъркач)                                 |
| Община Луковит, Област Ловеч                                               | 26,1 | Област Ловеч, Община Луковит                                              |
|                                                                            | 27,3 | → общински път (за с. Бежаново)                                           |
| (за с. Ракита) общински път ←                                              | 28,5 |                                                                           |
| с. Ъглен                                                                   | 32,5 | ← с. Ъглен, 36 км, III-3502 (от с. Брестовец)                             |
| (от гр. Луковит) III-307, 15,2 км, с. Дерманци →                           | 38,7 | → с. Дерманци, 15,2 км, III-307 (до гр.1,8 км на III-401)                 |
| (за с. Дъбен) общински път, с. Торос ←                                     | 44,3 | с. Торос                                                                  |
| Община Тетевен, (за с. Пещерна) общински път ←                             | 48,4 | Община Тетевен                                                            |
| (от 155,8 км на I-3) I-4, 9,2 км →                                         | 50,2 |                                                                           |
|                                                                            | 50,6 | → 9,6 км, I-4 (до 107,3 км на I-2)                                        |
|                                                                            | 53,2 | → общински път (за с. Градежница)                                         |
| (до с. Орешене) III-358, 67,8 км, с. Гложене ←                             | 61,0 | ← с. Гложене, 67,8 км, III-358 (от с. Бели Осъм)                          |

Забележка
1. ↑  На протежение от 0,4 км (от км 50,2 до км 50,6) Републикански път III-305 се дублира с Републикански път I-4 (от км 9,2 до км 9,6)